# 大沙特莱
大沙特莱（法語：Grand Châtelet，發音：[ɡʁɑ̃ ʃatlɛ]；或译大夏特莱、大沙特雷、大沙特莱堡）是旧制度时期巴黎的一个要塞，位于塞纳河右岸，现为沙特莱广场。它内部包含法院、警察总部以及几个监狱。

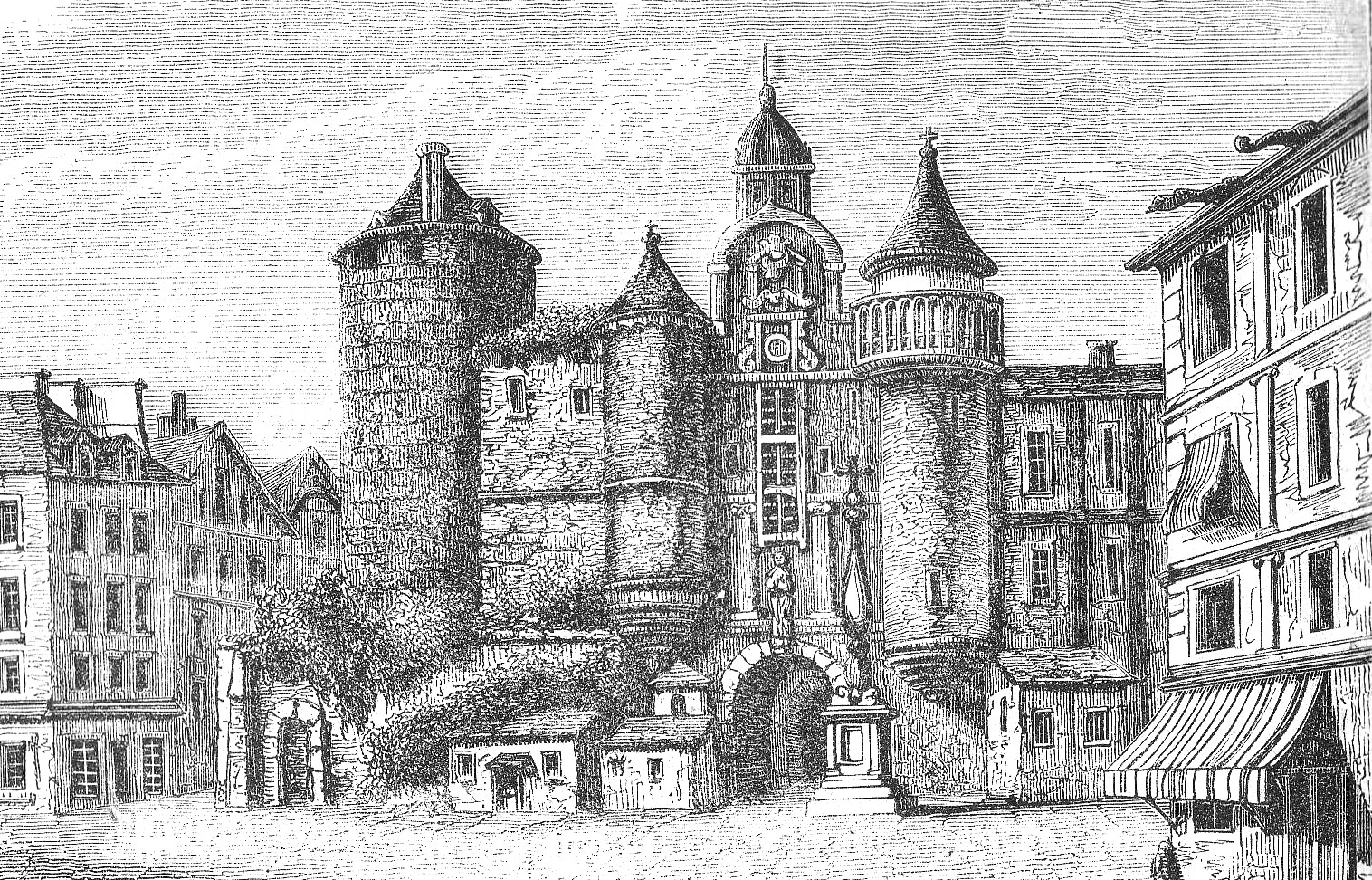
1800年左右的大沙特莱，从圣但尼街向南看，从下方拱门穿过可抵达兑换桥，前往西岱岛。

此处最初的建筑可能是秃头查理于870年建造的一座木塔，以保卫当时的新大桥（现已被兑换桥取代，连接西岱岛和塞纳河右岸）。但广为人知是路易六世于1130年建造的石头堡垒“大沙特莱”，与大约同时建造的位于塞纳河南岸的小桥（连接西岱岛和塞纳河左岸）尽头的小沙特莱形成鲜明对比。
在巴黎，使用“城堡”、“堡垒”或“沙特莱”（Châtelet）即指大沙特莱，无需额外说明。
1190年，腓力二世在城市周边建造了城墙，大沙特莱失去了防御价值，从那时起，它就成为巴黎司务长（prévôt de Paris）的驻地，巴黎司务长是中世纪晚期巴黎“负责保护王室权利、监督王室行政和执行王室司法”的官员。大沙特莱的法院始终隶属于巴黎高等法院，但它拥有广泛的刑事和民事管辖权，叛国案件经常在那里审理。几个世纪以来，大沙特莱的地方法官与巴黎市政厅的地方法官经常就管辖权发生冲突。

大沙特莱由查理五世重建过，但到1460年它已经年久失修，当时大沙特莱的法院迁至卢浮宫开庭，直到1506年才返回。1657年，法院被迫再次临时搬迁，这次是搬到位于多菲内路的奥古斯丁大修道院。1684年，路易十四几乎完全重建了这座建筑，之后大沙特莱一直使用到法国大革命后被拆除。“从下方穿过大沙特莱的道路（实际上是圣但尼路的延续）将该建筑东侧的市政监狱与西侧的各个法官室隔开。”西侧下方是城市的太平间。日积月累，东侧的监狱数量从9所增加到20所，种类包括带床的自费单间牢房、铺着草席的大厅牢房以及地牢。
与旧政权中所有与司法有关的建筑物一样，大沙特莱享有非常险恶的名声，甚至比传说中的巴士底狱还要糟糕。相对来说，很少有普通的巴黎人能够获得亲戚或朋友在巴士底狱的地牢中受苦的可疑身份。但许多人的亲戚和朋友蹲在大沙特莱潮湿的囚牢中，它本质上比东边一英里处干燥且相对舒适的监狱（指巴士底狱）更可怕。
曾在夏特莱度过时光的著名囚犯中有克莱门特·马罗（Clément Marot），他在那里创作了《地狱》（Enfer）；莫里哀；著名的拦路强盗卡图什；投毒者Antoine-François Desrues（1744–1777）和法夫拉斯侯爵。
由于附近屠宰场散发出干涸的血腥味，以及“巴黎圣母院和兑换桥之间的大下水道排入塞纳河的污水”，大沙特莱周围的区域在气味上也令人不快。1790年，随着巴黎司务长办公室的废除，大沙特莱失去了它的功能，作为该地区全面整修的一部分，它于1802年至1810年间被拆除，建成沙特莱广场。